# Martadi
Martadi (nep. मार्तडी) – gaun wikas samiti w zachodniej części Nepalu w strefie Seti w dystrykcie Bajura. Według nepalskiego spisu powszechnego z 2011 roku liczył on 1920 gospodarstw domowych i 8807 mieszkańców (4101 kobiet i 4706 mężczyzn).